# Yuvarlak

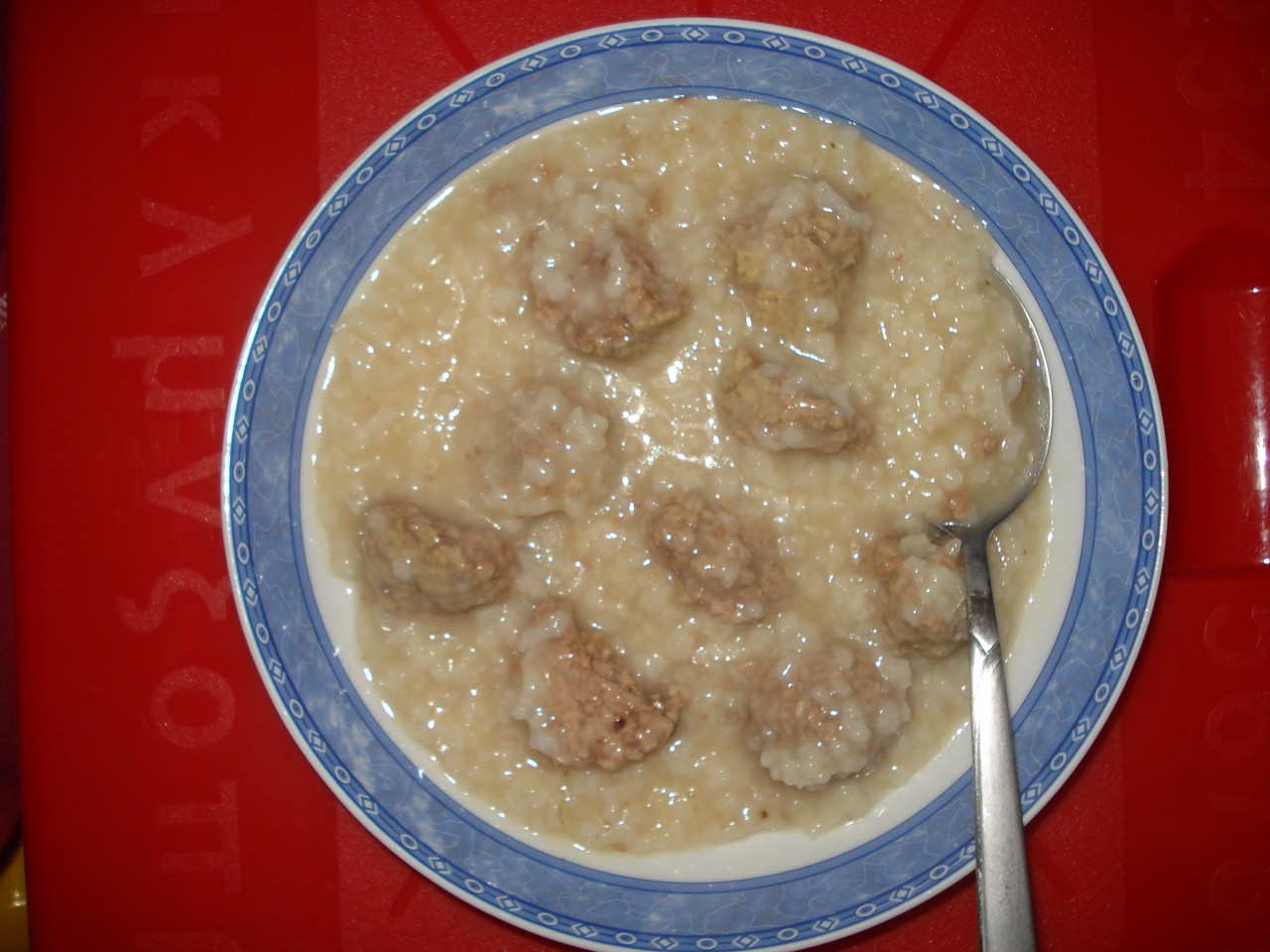
Youvarlakos.

El yuvarlak (‘redondo’ en turco; γιουβαρλάκια youvarlakia en griego) es un tipo de albóndiga (köfte) grande en salsa presente en las cocinas de Turquía , Grecia y Chipre. La mezcla de carne suele incluir arroz o bulgur. Se cuecen con calor húmedo y la salsa se espesa con avgolemono. Aunque la palabra "yuvarlak" es de procedencia turca, en la gastronomía de Turquía se le denomina "ekşili köfte".

## Receta
El yuvarlak es un plato de invierno, y según la zona cambian un poco algunos de los ingredientes.
Para cuatro comensales los ingredientes son 1/2kg carne picada de ternera o de cerdo o mixta, 1 cebolla grande picada fina, 2 dientes de ajo picaditos, 3 tacitas de arroz redondo, un puñado de perejil fresco picado, un puñadito de menta, l clara de un huevo,  1 zanahoria rallada,  aceite de oliva, sal, pimienta, curry, un toque de canela molida, un poco de limón.
Para la salsa de avgolémono, 2 huevos, zumo de un limón y caldo.
En un bol se mezcla la carne picada, el arroz, la zanahoria rallada, la cebolla, los dientes de ajo, el perejil, la menta, la clara de un huevo, sal-pimienta a gusto, un poco de curry, y un toque de canela. Se mezclan los ingredientes agregando algo menos que medio limón.
Se hacen albóndigas de carne, albóndigas, del tamaño de una cuchara. En una olla grande en fuego fuerte se pone aceite de oliva y se colocan  las albóndigas en orden una alado de la otra hasta cubrir el fondo de la olla. Se agua caliente poco a poco hasta cubrir las albóndigas totalmente, se baja el fuego y se tapa la olla dejando  25' a fuego medio.
Se baten dos huevos y la yema de un huevo, se añade el zumo de limón y cuando empieza a blanquear el color poco a poco y sin dejar de batir se añaden 3 tazas de caldo. Se vierte la salsa en la olla.